# 빙산

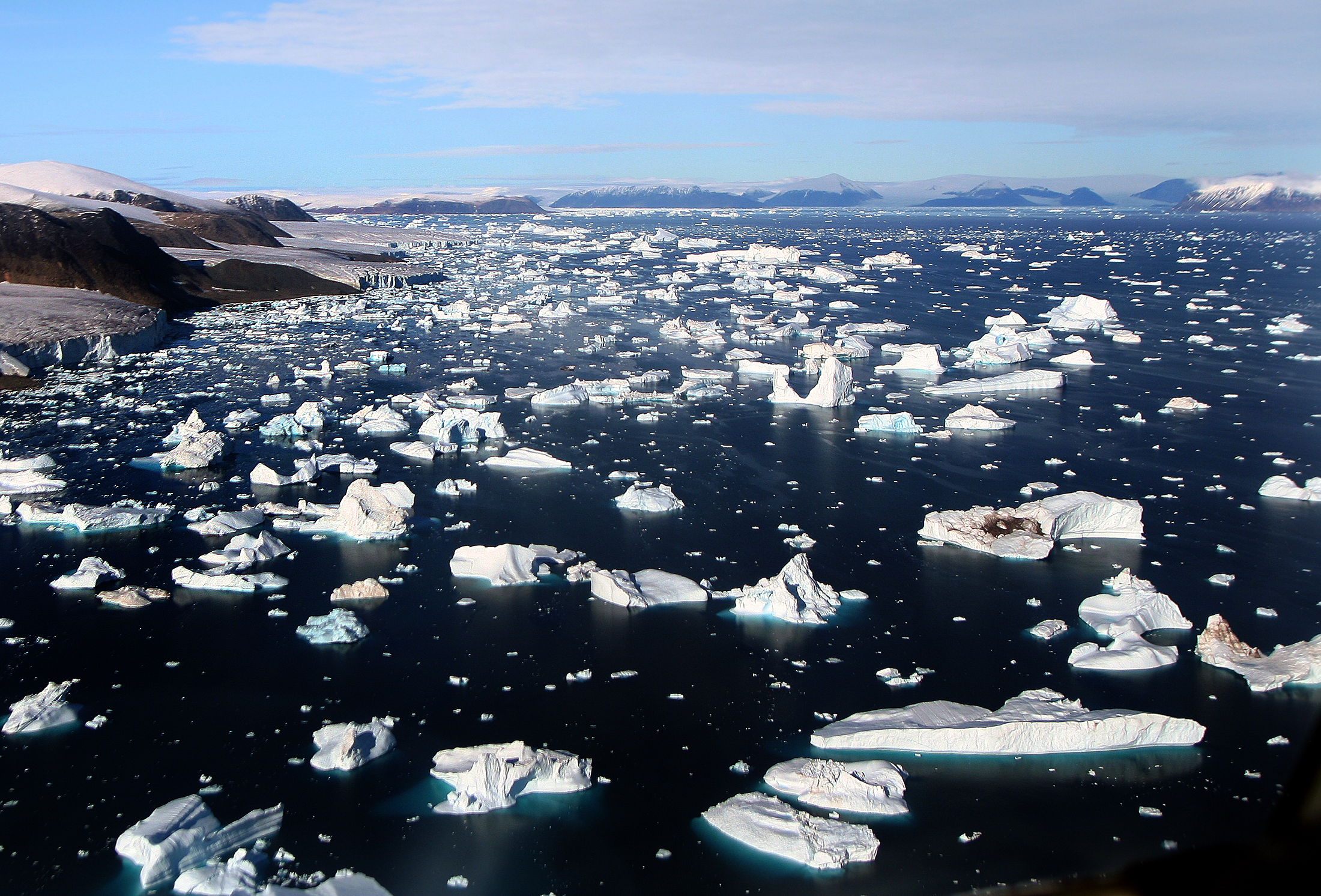
그린란드의 빙하에서 떨어져 나온 빙산들.

빙산(氷山, iceberg) 또는 얼음산(―山)은 길이가 15m 이상인 담수 얼음 덩어리로, 빙하나 빙붕에서 떨어져 나와 얼음이 얼지 않은 바다에서 자유롭게 떠다니는 것을 말한다. 빙하에서 떨어져 나온 더 작은 크기의 떠다니는 얼음 조각은 '그롤러'(growlers) 또는 '버기 비트'(bergy bits)라고 불린다. 빙산의 상당 부분은 수면 아래에 있는데, 이는 더 큰 보이지 않는 문제의 작은 부분을 묘사하기 위해 '빙산의 일각'이라는 표현으로 이어졌다. 빙산은 심각한 해상 위험 요소로 여겨진다.
빙산의 크기와 모양은 상당히 다양하다. 그린란드의 빙하에서 떨어져 나온 빙산은 대개 불규칙한 모양을 하고 있는 반면, 남극의 빙붕은 보통 평평한 큰 탁자 모양(탁자 상판)의 빙산을 만들어낸다. 최근 역사상 가장 큰 빙산은 B-15라는 이름으로, 2000년에 약 300 x 40 킬로미터(186 x 25 마일)로 측정되었다. 기록상 가장 큰 빙산은 1956년 11월 12일 남태평양의 스콧섬 서쪽 240 킬로미터(150 마일) 지점에서 USS 글레이셔호에 의해 발견된 335 x 97 킬로미터(208 x 60 마일) 크기의 남극 탁자 빙산이었다. 이 빙산은 벨기에보다 더 큰 크기였다.
빙산과 빙하는 혼용 되는 경우가 있는데,이것은 엄연히 다른 단어이다.빙하는 눈이 눌려서 생긴 얼음덩어리고, 빙산은 물이 얼어서 생긴 얼음 덩어리다.

## 밀도
얼음의 단위중량은 920 kg/m3이고 해수의 단위중량은 1,025 kg/m3이지만, 빙산의 90%는 수면 아래에 있고, 수상에 나와 있는 부분으로 물 속의 나머지 부분을 추측하는 것은 곤란하다. 또, 금속판을 손상시킨다. 이 때문에 빙산은 선박이나 다른 배에는 매우 위험하다. 빙산의 사고로 가장 유명한 것은, 1912년 4월 15일의 타이타닉호의 침몰이다.
수면 이하에 빙산 전체 부피의 90%가 있다는 것은 아르키메데스의 원리로 설명된다. 수면아래의 빙산 부피를 Vw 그리고  빙산 전체의 부피를 V라고 해보자. 얼음의 단위중량 {\displaystyle \gamma _{g}=0.92t/m^{3}}, 해수의 단위중량 {\displaystyle \gamma _{s}=1.025t/m^{3}}이다.
빙산이 연직방향으로 떠 있으려면, 빙산 전체의 무게 W와 빙산을 위로 밀어올리는 부력 B가 같아야 한다. 빙산의 무게는 단위중량에 부피를 곱하면 알 수 있다.
{\displaystyle W=\gamma _{g}V}
아르키메데스의 원리에 따르면 물체에 작용하는 부력의 크기는 물체에 잠긴 부분의 부피에 액체의 단위중량을 곱한 값과 같다.
{\displaystyle B=\gamma _{s}V_{w}}
둘을 서로 같다고 놓고, 전체 부피 V에 대한 물에 잠긴 부분의 부피 Vw를 구한다.
{\displaystyle \gamma _{g}V=\gamma _{s}V_{w}}
{\displaystyle {\frac {V_{w}}{V}}={\frac {\gamma _{g}}{\gamma _{s}}}={\frac {0.92}{1.025}}=0.90}
따라서 빙산 전체적의 90%가 물에 잠겨 있다.
{\displaystyle V_{w}=0.90V}
수면 위에 나와있는 빙산의 부피는 나머지 10%이다. 수면 위로 보이는 빙산의 부피가 커지면 커질수록, 수면 아래에 잠겨 있는 빙산의 부피 역시 같이 커진다.

## 특징
빙산은 남극, 북극 등의 고위도의 바다로도 둥둥 떠다니지만, 남극 지역과 북극 지역에서는 빙산이 각각 형성되는 방법이 다르다. 남극의 경우, 빙산은 평평한 빙붕에서 떨어져 나왔기 때문에 대부분 윗면이 평평한 탁상형 빙산이다. 빙산의 형상은 남극 주변에서는 평평한 형상의 것이 많지만, 북극에서는 날카로운 형상의 것들이 많다.

## 스발바르 제도의 빙산
|                                   |
| 노르웨이왕국 스발바르 제도의 빙산 |

## 위키문헌 로고
|                                                        |
|                                                        |
| 빙산을 모티브로한 위키문헌(wikisource)의 로고 일러스트 |

## 같이 보기
- 빙하